# بخش هریسون (شهرستان وینتون، اوهایو)
بخش هریسون (به انگلیسی: Harrison Township) یک منطقهٔ مسکونی در ایالات متحده آمریکا است که در شهرستان وینتون، اوهایو واقع شده‌است.
 بخش هریسون ۸۸٫۳ کیلومتر مربع مساحت و ۱٬۰۶۸ نفر جمعیت دارد و ۱۸۷ متر بالاتر از سطح دریا واقع شده‌است.